# Domingo Tibaduiza
Domingo Tibaduiza, född 22 november 1950, är en friidrottare från Colombia. Han deltog vid olympiska sommarspelen 1972, olympiska sommarspelen 1976, olympiska sommarspelen 1980 och olympiska sommarspelen 1984.